# Jarmila Kurandová
Jarmila Kurandová, née Marie Martínková le 30 janvier 1890 à Veselá (district de Pelhřimov) et morte le 6 décembre 1978 à Brno, est une actrice et professeur de théâtre tchécoslovaque.

## Biographie
Membre du Théâtre d'Olomouc (1920-1935) et de la troupe dramatique du Théâtre d'État de Brno (1935-1960), elle tiçent le rôle principal du film Babička, tourné selon le scénario de František Pavlíček en 1971 d'après la nouvelle de Božena Němcová. 
Depuis le 23 mai 2009, une plaque commémorative lui est dédiée dans sa ville natale.

## Filmographie
- 1946 : Pancho se žení : Anabela, la mère de Pedro
- 1947 : Týden v tichém domě
- 1949 : Rodinné trampoty oficiála Tříšky (cs)
- 1952 : Pyšná princezna : la gouvernante
- 1954 : Botostroj
- 1955 : Les Têtes de chiens : la mère
- 1959 : Princezna se zlatou hvězdou : la nourrice de la princesse Lada
- 1971 : Babička : la grand-mère

## Récompenses et distinctions
- 1947 : Prix de la République tchèque pour son rôle de la grand-mère dans Ves v pohraničí)
- 1954 : Zasloužilý umělec
- 1971 : Národní umělec (cs)
- 1975 : Řád práce (cs)